# 帕伦西亚足球俱乐部
帕伦西亚足球俱乐部（西班牙語：Club de Fútbol Palencia），西班牙卡斯蒂利亚-莱昂自治区帕伦西亚市的一个已经解散的足球俱乐部，成立于1975年。在解散前的赛季，球队作赛于西班牙足球丙级联赛。
2012年7月1日，帕伦西亚因欠薪问题被西足协处以行政处罚，降入西丙联赛。同年12月4日，俱乐部因无法偿还在过去多年来持续累积的债务而宣布破产并解散。